# 林明禎
林明禎（英語：Lin Min-Chen；1990年6月1日—），馬來西亞籍華人歌手、演員及模特兒，先後在台灣及香港發展。她於馬來西亞柔佛長大，在家中排行第二，其姊為藝人林詩枝，還有兩個弟弟。

## 簡介
林明禎於馬來西亞檳城出生和生活到6歲，6歲時就和家人搬到柔佛生活。她在9歲時父母離異，與父親關係疏離，並與母親、姊姊及兩個弟弟相依為命，而姊弟們也從此跟母親姓林。由於母親要到新加坡賺錢養家，所以林明禎自9歲起就「姊代母職」照顧兩個弟弟。
林明禎考完大马教育文凭后，她与姐姐在美容院工作来照顾两个弟弟。她曾透露，她為開店賺錢，夢想成為廚師，曾有计划前往澳洲升学。
2014年底在台灣網路上迅速竄紅，被創作女歌手宇珩發掘，簽約角色音樂工作室。
2015年加盟種子音樂，並於同年3月移居到台北生活，開始在台灣展開其演藝事業。同年6月公佈的FHM台灣區百大美女票選結果，林明禎排第13位。2016年，林明禎出演個人首部戲劇作品《我要讓你愛上我》；同年，她還完成了銀幕處女作《救殭清道夫》。2017年4月林明禎發行第二張EP《#ME》；5月28日在台北舉辦了首場個人售票演唱會；12月29日在香港九龍灣國際展貿中心舉辦《#Me&U派對》香港限定2017粉絲同樂會；並在年底首度登上「2018臺北最HIGH新年城跨年晚會」以及桃園兩場大型跨年晚會。2019年拍攝香港海洋公園《哈佬喂》廣告。2020年，與種子音樂約滿後逐漸將事業重心轉往香港，並先後拍攝一秒拳王、飯戲攻心等千萬票房作品再次引起關注。

## 音樂作品
| 發行日期       | 專輯名稱                                                        | 唱片公司 | 曲目                                         |
| -------------- | --------------------------------------------------------------- | -------- | -------------------------------------------- |
| 2015年8月27日  | 《冒險愉快》單曲                                                |          | 曲目 1. 冒險愉快                             |
| 2015年10月2日  | 《冒險愉快》寫真EP                                              |          | 曲目 1. 冒險愉快 2. 不佔有 3. 約愛麗絲下午茶 |
| 2016年4月8日   | 《My Only Love》（和柯有倫合唱） 電視劇《我和我的十七歲》主題曲 |          | 曲目 1. My Only Love                         |
| 2016年7月21日  | 《小祕密》 網路劇《我要讓你愛上我》主題曲                       |          | 曲目 1. 小祕密                               |
| 2016年         | 《快樂約定》單曲                                                |          | 曲目 1. 快樂約定                             |
| 2017年4月27日  | 《#Me》EP                                                       |          | 曲目 1. Change 2. 不是不愛 3. T.O.U          |
| 2019年9月11日  | 《Whoo》EP                                                      |          | 曲目 1. Whoo 2. 勾勾纏 3. 來不及             |
| 2024年10月13日 | 《ON CLOUD NINE》單曲                                           |          | 曲目 1. ON CLOUD NINE                        |

## 演出作品

### MV
- 方炯鑌《新南海姑娘》、《再見晚安》（2015年）/《檳榔嶼情歌》（2022年）
- 王錚亮《相爱一场》（2015年）
- 鄒宗翰《那麼愛你》（2015年）
- 薛之謙《剛剛好》（2016年）
- 柯有倫feat 林明禎《My Only Love》（2016年）
- ToNick《長相廝守》（2017年）
- 陳奕迅《漸漸》(財務公司WeLend微電影)（2018年）
- 郭嘉駿《再次PuppyLove》（2022年）

### 電視劇
- 2016年7月 - 三立都會台《狼王子》 - 陳舒裴
- 2022年12月 - ViuTV《心靈師》 - 楊善茹

### 網路劇
- 2016年7月 - 播吧《我要讓你愛上我》 - 林怡君
- 2016年9月7日 - 《愛呀!午休時刻 第二季》 - 王珂 [17]
- 2021年8月 - 愛奇藝《靈魂擺渡·南洋傳說》 - 青青

### 電影
- 2017年 - 《救殭清道夫》 Vampire Cleanup Department - 奕小夏、陳冬冬
- 2019年 - 《辣警霸王花2不義之戰》 - 梓涵
- 2019年 - 《瘋狂電視台瘋電影》- Diva
- 2019年 - 《玩轉全家福》-南瓜BB
- 2020年 - 《新年泰疯狂》-真真
- 2021年 - 《一秒拳王》-小瑤
- 2022年 - 《飯戲攻心》-王寶兒
- 2024年 - 《飯戲攻心2》-王寶兒
- 2024年 - 《12怪盜》-公主（友情客串）
- 2024年 - 《把幸福拉近一點》
- 2024年 - 《手機見鬼》-莉莉

### 綜藝節目
| 年份 | 節目名稱     | 頻道  | 備註                 |
| ---- | ------------ | ----- | -------------------- |
| 2019 | 港男入贅手冊 | ViuTV | 第九至十一集嘉賓主持 |

### 廣告
- 2015年 - 《移動冒險》手遊[19]、香港飛馬球迷大使[20]
- 2016年 - WeLend網絡貸款公司[21]

## 獎項及提名
2022年度
- Yahoo! 搜尋人氣大獎2022 - 圖片搜尋次數最多女藝人
- Yahoo! 搜尋人氣大獎2022 - 頭100位熱搜本地男女藝人或組合
- Yahoo! 搜尋人氣大獎2022 - 人氣票后10強

2023年度
- 第29屆香港電影評論學會大獎 - 最佳女演員《飯戲攻心》（提名）
- 第41屆香港電影金像獎 - 最佳女配角《飯戲攻心》（提名）

2024年度
- 2023社交媒體風雲榜 - 年度風雲人物